# Wo war Gott?
Wo war Gott? ist ein Buch von Papst Benedikt XVI. (mit Beiträgen von Elie Wiesel, Władysław Bartoszewski und Johann Baptist Metz), entstanden aus einer Ansprache anlässlich des Besuches im ehemaligen Konzentrationslager Auschwitz am 28. Mai 2006 im Rahmen der apostolischen Reise nach Polen vom 25. bis 28. Mai 2006.

## Inhalt
Papst Benedikt stellt heraus, dass die Verwendung als deutsches Konzentrationslager und Vernichtungslager während der Zeit des Nationalsozialismus Auschwitz im besetzten Polen zu einem Ort des Grauens und einer Anhäufung von Verbrechen gegen Gott und den Menschen ohne geschichtliche Parallele machte. Er habe die Gedenkstätte bereits zweimal, am 7. Juni 1979 als Erzbischof von München und Freising zusammen mit dem damaligen Papst Johannes Paul II. im Rahmen seiner Pastoralvisite, und im Jahre 1980 zusammen mit einer Delegation deutscher Bischöfe, besucht.
Der Papst betont, in Auschwitz als Sohn des deutschen Volkes zu stehen, „eines Volkes, über das eine Schar von Verbrechern mit lügnerischen Versprechungen, mit der Verheißung der Größe, des Wiedererstehens der Ehre der Nation und ihrer Bedeutung, mit der Verheißung des Wohlergehens und auch mit Terror und Einschüchterung Macht gewonnen hatten, so dass das deutsche Volk in den zwölf Jahren der Nazidiktatur zum Instrument der Wut, des Zerstörens und des Herrschens missbraucht“ werden konnte.
Er verortet Auschwitz und die Theodizee-Frage mit drei Bibelstellen: Psalm 44, das Buch Daniel und Psalm 23 sollen eine Antwort auf die Frage „Wo war Gott?“ geben.

### Psalm 44
Wo war Gott in jenen Tagen und warum hat er zu all den furchtbaren Geschehnissen geschwiegen? Wie konnte Gott diesen Triumph des Bösen, dieses Übermaß an Zerstörung dulden? Benedikt verweist auf Psalm 44, wo in den Versen 23 bis 27 der Notschrei des leidenden israelischen Volkes in äußerster Bedrängnis der Gefangenschaft und Versklavung durch die babylonische Fremdherrschaft beschrieben wird. Er beschreibt weiter die Unmöglichkeit, in Gottes Geheimnis Einblick zu nehmen und sich zum Richter über Gottes Handeln und die Geschichte zu machen. Dem Menschen bleibe im Letzten in solchen Momenten der absoluten Ohnmacht nur der eindringliche Schrei zu Gott, seine Geschöpfe nicht zu vergessen.
Dieser Schrei richte sich zugleich an das eigene Herz des Menschen, um nicht im Schlamm der Eigensucht zu verharren in einer Zeit, in der Gottes Name zur Rechtfertigung blinder Gewalt gegen Unschuldige verwandt werde. Diese Gewalt werde aber keinen Frieden stiften, sondern nur wiederum Gewalt hervorbringen. Der Gott der Christen sei ein Gott der Vernunft und Liebe, aber nicht einer Vernunft der neutralen Mathematik.

### Gedenksteine
Benedikt beschreibt die Gedenksteine mit Aufschriften in vielen Sprachen und stellt einige davon besonders heraus.
Anhand des Gedenksteins in hebräischer Sprache führt er aus, dass die Machthaber des Dritten Reiches das jüdische Volk in seiner Gesamtheit ausrotten wollten. Mit der Ausrottung des Volkes sollte auch der Glaube an einen monotheistischen Gott ein für alle Mal tot sein, von der Landkarte der Geschichte verschwinden. Die Herrschaft sollte nur noch den „Starken“ gehören, eben ihnen selber, die es verstanden, für kurze Zeit die Herrschaft über Europa an sich zu reißen. Damit sollte auch die jüdische Wurzel, auf der der christliche Glaube beruht, durch einen neuen selbstgemachten Glauben an eine starke arische Rasse ersetzt werden. Über das Volk der Polen wurde in Wannsee der Beschluss gefasst, zunächst einmal die geistige Führung des Landes auszurotten. Die weiter bestehenden Volksteile sollten versklavt werden. Sinti und Roma seien in der nazistischen Ideologie als ein „nationalstaatsresistentes“ Volk angesehen worden, das quer durch die einzelnen Völker wandere und in ihnen lebe. Die Angehörigen dieses Volkes seien zu unnützen Elementen der Weltgeschichte erklärt und als verachtenswerte Parasiten eingestuft worden, ausgeschrieben zur Ausrottung in den Konzentrationslagern. Besondere Tragik gehe vom russischen Gedenkstein aus, da die Russen mit Millionen von Toten mitgeholfen hätten, andere Völker von der Tyrannei der Nazis zu befreien, gleichzeitig aber von dem Diktator Stalin und der kommunistischen Ideologie versklavt worden seien. Die Deutschen, die damals nach Auschwitz verschleppt wurden, hätten der Nazipropaganda als Abschaum der Menschheit gegolten. Genannt wird Edith Stein, die sich nicht der Macht des Bösen gebeugt, sondern Zeugin der Wahrheit und des Guten geworden sei.

### Buch Daniel
Der Papst vergleicht die Situation der Häftlinge in Auschwitz mit den drei Jünglingen Schadrach, Meschach und Abed-Nego aus dem Buch Daniel. Sie erwiderten im Angesicht der Drohung des babylonischen Feuerofens mutig dem König Nebukadnezar, dass nur ihr Gott sie aus dem Feuerofen und der Gewalt Nebukadnezars retten könne. Täte er es aber nicht, würden sie trotzdem nicht das goldene Götzenstandbild des Königs anbeten, das dieser für das ganze Volk hatte errichten lassen (Dan 3,17–18 ).

### Psalm 23
Die Menschheit habe in Auschwitz eine finstere Schlucht durchschritten. Benedikt schließt sein Kapitel mit Psalm 23, der ein Totengebet der Juden und der Christen ist.

## Weitere Beiträge
In dem Buch bringen drei weitere Autoren kleinere Abhandlungen über Auschwitz: Der jüdische Schriftsteller Elie Wiesel und der polnische Historiker, Publizist und Politiker Wladyslaw Bartoszewski, beide Überlebende des Vernichtungslagers, sowie der deutsche Theologe Johann Baptist Metz, der mehrfach über eine memoria passionis, ein Gedächtnis des Leidens, publiziert hat.

### Wiederbegegnung mit Auschwitz
Wiesel nimmt (im Gegensatz zu Metz) keinen Bezug auf sein Zitat über Auschwitz und das Christentum. Er schreibt hingegen über die heutige Stille von Auschwitz, die eine Stille sei wie keine andere. Josef Mengeles Rampe in Auschwitz, der Platz, an dem der von der arischen Rassenlehre überzeugte SS-Arzt stand und zwischen Leben und Tod entschied, sei der Gipfelpunkt des Bösen. In der kurzen Zeit von fünf Jahren seien hier über eine Million Menschen ermordet worden. Einer der wenigen Strohhalme, so schreibt Wiesel, der ihn diese Martern ertragen ließ, war das Schma Jisrael, das zentrale Glaubensbekenntnis des Volkes Israel: Höre Israel, Gott ist unser Gott, Gott ist einer. Noch mit seinen letzten Atemzügen wollte er dieser unwürdigen Welt seinen Glauben an den einzigen Gott verkünden. Die Theodizee-Frage stellt sich für ihn als gläubigen Juden und Mitglied eines leiderprobten Volkes nicht. Zu keiner Zeit seien ihm Zweifel gekommen, dass es Gott inmitten des Leides der Welt gibt und er nicht tot ist. Wiesels Betrachtungen enden mit poetischen Worten aus dem Talmud: Die Stille war so, dass die Tiere aufhörten zu blöken, die Hunde zu bellen, der Wind zu wehen, das Meer sich zu bewegen, die Vögel zu singen. Das ganze Universum hielt den Atem an in Erwartung des göttlichen Wortes.

### Reflexionen eines ehemaligen Auschwitz-Häftlings
Bartoszewski berichtet, wie er im September 1940 als 18-jähriger Schutzhäftling mit der Nummer 4427 zusammen mit weiteren fünftausend Polen am Appellplatz Auschwitz I stand. Die sogenannte freie Welt interessierte sich nicht für die Vernichtungslager. Im September 1941 wurde Zyklon B an kranken polnischen Häftlingen erprobt. Polen und Russen galten den Nazis als Untermenschen, Juden gar nur als Ungeziefer. Am 10. Dezember 1942, als die Hälfte der Häftlinge noch am Leben war, richtete die polnische Exilregierung ein erfolgloses Gesuch an die Alliierten, dem Massenmorden ein Ende zu bereiten.

### Auschwitz: Unverzichtbare Stätte für eine christliche Gottesrede
Johann Baptist Metz, Fundamental-Theologe und Karl-Rahner-Schüler, thematisiert die Theodizee-Frage. Er nimmt Bezug auf den bekannten Ausspruch von Elie Wiesel:
Der nachdenkliche Christ weiß, daß in Auschwitz nicht das jüdische Volk, sondern das Christentum gestorben ist.
Metz führt aus, dass das Christentum diesem Satz nur standhalten könne, wenn die Erfahrungen, aus denen er stamme, nicht in den Wind geschlagen würden. Die positive Gottesmetaphorik, die den christlichen Gott als Gott der Liebe betone, verkenne, dass über Jahrhunderte auch ein düsteres Gottesbild von den Kirchen gezeichnet worden sei. Metz erinnert sich, dass ihn der tschechische Philosoph Milan Machovec gefragt habe, wie man nach Auschwitz als Christ noch beten könne. Seine Antwort sei gewesen, dass man nach Auschwitz beten könne, weil in Auschwitz gebetet worden sei – im Gesang und Geschrei der jüdischen Opfer – und weil [Menschen wie] Pater Maximilian Maria Kolbe dort gebetet hätte[n].